# Tyyne Talvo Cramér
Tyyne Elina Talvo Cramér, född 25 augusti 1919 i Helsingfors, död 7 januari 1983 i Västerleds församling i Stockholm, var en svensk koreograf, skådespelare och röstskådespelare.

## Biografi
Tyyne Talvo Cramér var dotter till Jafet Tahvolainen och hans hustru Olga, född Wäisänen. Hon var verksam som danssolist vid Verde Gaiobaletten i Portugal och dansade även i Ny Norsk Ballet, Skandinaviska baletten, på Storan i Göteborg, Malmö stadsteater samt på Oscarsteatern. Hon var verksam som koreograf på Cullbergbaletten, Kungliga teatern, Malmö Stadsteater, Stadsteatern i Helsingfors samt för svensk och finländsk TV. 1975–1980 var hon chef för Cramérbaletten vid Riksteatern. Flera av hennes baletter spelades in för TV.
Tillsammans med maken Ivo Cramér grundade hon Tyyne och Ivo Cramérs stiftelse. De gifte sig 1948 i Oslo. Hon är begravd på Norra begravningsplatsen i Stockholm tillsammans med sin man.

## Filmografi
- 1956 – Kalle Stropp, Grodan Boll och deras vänner

## Teater

### Koreografi
| År   | Produktion | Upphovsmän   | Regi           | Teater      |
| ---- | ---------- | ------------ | -------------- | ----------- |
| 1967 | Peer Gynt  | Henrik Ibsen | Jerk Liljefors | Riksteatern |

### Roller (ej komplett)
| År   | Roll         | Produktion                  | Regi             | Teater      |
| ---- | ------------ | --------------------------- | ---------------- | ----------- |
| 1949 | Hönan Barbro | Yerma Federico García Lorca | Per-Axel Branner | Nya Teatern |